# Bécancour—Nicolet—Saurel—Alnôbak
Circonscription électorale fédérale du Canada
Bécancour—Nicolet—Saurel—Alnôbak (auparavant, Bécancour—Nicolet—Saurel et, plus anciennement, Bas-Richelieu–Nicolet–Bécancour et Richelieu) est une circonscription électorale fédérale canadienne située au Québec. 

## Géographie
La circonscription, qui longe la rive sud du fleuve Saint-Laurent (en face de la ville de Trois-Rivières), chevauche les régions québécoises de Centre-du-Québec et de Montérégie (Les réservés Waban-akis sont inclus ici). 
Elle comprend les MRC de
- Bécancour (inclut la ville de Bécancour),
- Nicolet-Yamaska (inclut la ville de Nicolet) et
- Pierre-De Saurel (inclut la ville de Sorel-Tracy).

Les circonscriptions limitrophes sont Pierre-Boucher—Les Patriotes—Verchères, Saint-Hyacinthe—Bagot—Acton, Drummond, Richmond—Arthabaska, Mégantic—L'Érable—Lotbinière, Portneuf—Jacques-Cartier, Saint-Maurice—Champlain, Trois-Rivières et Berthier—Maskinongé.

## Historique
La circonscription de Richelieu est créée en 1968 avec des parties des circonscriptions de Nicolet—Yamaska et Richelieu—Verchères. Le nom est changé pour Bas-Richelieu—Nicolet—Bécancour en 1998. En 2003, la circonscription reprend le nom de Richelieu et incorpore une partie du territoire de Lotbinière—L'Érable; elle revient au nom de Bas-Richelieu—Nicolet—Bécancour en 2004. Lors du redécoupage électoral de 2013, ses limites ne changent pas, mais elle est renommée Bécancour—Nicolet—Saurel.
De nouveau, le redécoupage électoral de 2023 propose de changer le nom pour y ajouter « Odanak », du nom de la réserve Odanak qui est sur le territoire. C'est finalement le mot « Alnôbak » qui est ajouté, signifiant plus largement la nation abénakise. Aucun changement cependant n'est fait aux limites de la circonscription par ce redécoupage.

## Députés
| Législature                                               | Années        | Député           | Parti | Parti                                        |
| --------------------------------------------------------- | ------------- | ---------------- | ----- | -------------------------------------------- |
| Richelieu issue de Nicolet—Yamaska et Richelieu—Verchères |               |                  |       |                                              |
| 28e                                                       | 1968–1972     | Florian Côté     |       | Libéral                                      |
| 29e                                                       | 1972–1974     | Florian Côté     |       | Libéral                                      |
| 30e                                                       | 1974–1979     | Florian Côté     |       | Libéral                                      |
| 31e                                                       | 1979–1980     | Jean-Louis Leduc |       | Libéral                                      |
| 32e                                                       | 1980–1984     | Jean-Louis Leduc |       | Libéral                                      |
| 33e                                                       | 1984–1988     | Louis Plamondon  |       | Progressiste-conservateur                    |
| 34e                                                       | 1988–1990     | Louis Plamondon  |       | Progressiste-conservateur                    |
| 34e                                                       | 1990–1990     | Louis Plamondon  |       | Indépendant                                  |
| 34e                                                       | 1990-1993     | Louis Plamondon  |       | Bloc québécois                               |
| 35e                                                       | 1993–1997     | Louis Plamondon  |       | Bloc québécois                               |
| 36e                                                       | 1997–2000     | Louis Plamondon  |       | Bloc québécois                               |
| Bas-Richelieu—Nicolet—Bécancour                           |               |                  |       |                                              |
| 37e                                                       | 2000–2004     | Louis Plamondon  |       | Bloc québécois                               |
| Richelieu                                                 |               |                  |       |                                              |
| 38e                                                       | 2004–2006     | Louis Plamondon  |       | Bloc québécois                               |
| Bas-Richelieu—Nicolet—Bécancour                           |               |                  |       |                                              |
| 39e                                                       | 2006–2008     | Louis Plamondon  |       | Bloc québécois                               |
| 40e                                                       | 2008–2011     | Louis Plamondon  |       | Bloc québécois                               |
| 41e                                                       | 2011–2015     | Louis Plamondon  |       | Bloc québécois                               |
| Bécancour—Nicolet—Saurel                                  |               |                  |       |                                              |
| 42e                                                       | 2015–2018     | Louis Plamondon  |       | Bloc québécois                               |
| 42e                                                       | 2018          | Louis Plamondon  |       | Groupe parlementaire québécois/Québec debout |
| 42e                                                       | 2018–2019     | Louis Plamondon  |       | Bloc québécois                               |
| 43e                                                       | 2019–2021     | Louis Plamondon  |       | Bloc québécois                               |
| 44e                                                       | 2021–2025     | Louis Plamondon  |       | Bloc québécois                               |
| Bécancour—Nicolet—Saurel—Alnôbak                          |               |                  |       |                                              |
| 45e                                                       | 2025–en cours | Louis Plamondon  |       | Bloc québécois                               |

## Résultats électoraux

### Tendances
| |
| - Parti libéral - Progressiste-conservateur (ancien) - Crédit social (ancien) - NPD - Parti vert - Bloc québécois - Parti conservateur - Parti populaire |

### Résultats détaillés
|       | Candidat            | Parti          | # de voix | % des voix |
|       | Charles Cartier     | Conservateur   | +06 478,  | 13,03 %    |
|       | (x) Louis Plamondon | Bloc québécois | +19 046,  | 38,3 %     |
|       | Rhéal Blais         | Libéral        | +05 024,  | 10,1 %     |
|       | Krista Lalonde      | NPD            | +17 705,  | 35,6 %     |
|       | Anne-Marie Tanguay  | Vert           | +01 479,  | 2,97 %     |
| Total | Total               | Total          | 49 732    | 100 %      |

|       | Candidat            | Parti          | # de voix | % des voix |
|       | Réjean Bériault     | Conservateur   | +08 904,  | 18,15 %    |
|       | (x) Louis Plamondon | Bloc québécois | +26 821,  | 54,67 %    |
|       | Ghislaine Cournoyer | Libéral        | +07 987,  | 16,28 %    |
|       | Nourredine Seddiki  | NPD            | +04 010,  | 8,17 %     |
|       | Rebecca Laplante    | Vert           | +01 334,  | 2,72 %     |
| Total | Total               | Total          | 49 056    | 100 %      |